# MINT JAMS
| 専門評論家によるレビュー | 専門評論家によるレビュー |
| レビュー・スコア         | レビュー・スコア         |
| 出典                     | 評価                     |
| ------------------------ | ------------------------ |
| Allmusic                 | [ 1 ]                    |

『MINT JAMS』（ミント・ジャムス）は日本のフュージョンバンド、カシオペアの7枚目のアルバム。ライブ・アルバムとしては2作目にあたる。

## 解説
アルファレコードのヨーロッパ進出に伴い、所属アーティストであるカシオペアのヨーロッパ向けのアルバムの制作が企画された。当初は既存アルバムからのベストセレクトが予定されていたが、ヨーロッパでのディストリビューションを受け持つことになったCBS-UKの担当者 Peter Robinsonが、1981年12月の「CROSS POINT」ツアーにおける大阪公演のパフォーマンスをたいへん気に入り、「何というライブの素晴らしいバンドだ。このライブの迫力とスタジオ録音の緻密さが一緒になったものができないだろうか」とのリクエストに応え、既存の楽曲をホール・レコーディングすることとなった。
アルバム制作のマテリアルとして中央会館（現・銀座ブロッサム 中央会館）における2日間の単独ライブ音源が使用され、10日間以上にわたる入念なリミックス作業が行なわれた。楽曲も事前にスタジオ作業を念頭に置いたアレンジがなされ、「Time Limit」のアウトロなどにスタジオで部分的なトリートメント処理が施されたほかは一切ダビングを行なわず、ライブにつきものの観客のノイズも「Domino Line」と「Swear」の一部を除きカットされ、スタジオ録音と見紛うほどの出来ばえになっている。
アルバムタイトルは、ミント・コンディション (新品同様、極上のコンディションの意) のミントとジャム・セッションのジャムを合わせた造語「最高の演奏」 (当時は自重してミントの意味を“爽快な”として説明していた) であり、メンバーのイニシャルのアナグラムでもある。アルバムジャケットにはタイトルの直訳である“ハッカのジャム”の瓶が描かれている。
彼らの純粋な演奏のダイナミズムに綿密なスタジオ作業が加わった『MINT JAMS』は、今日においてもカシオペアのキャリアを代表する作品のひとつとして評価されている。
このセッションで試みたレコーディング手法は後年のアルバム制作にも活かされており、次作『FOUR BY FOUR(4X4)』ではリー・リトナーグループとのスタジオセッション音源、1984年の『DOWN UPBEAT』ではスタジオでの一発録音音源、1990年の『THE PARTY』ではスタジオライブの映像収録時の音源をそれぞれ用いている。近年では、アレンジをリハーサルライブで充分に練り上げたのち、短期間のスタジオレコーディングに臨むという手法も用いている。
なお向谷実はこの頃より"YAMAHA GS1"をメインキーボードにするようになり、以後カシオペアの表看板となっていった。
本作のヨーロッパ盤は日本と同年にリリースされた。翌1983年、彼らがアルバム『JIVE JIVE』のレコーディングのためにロンドンを訪れた際、プロモーションのためのライブが行われている。

## 収録曲
| 全作曲: 野呂一生。 |                                                   |       |            |      |
| #                  | タイトル                                          | 作詞  | 作曲・編曲 | 時間 |
| 1.                 | 「テイク・ミー」(Take Me)                         |       | 野呂一生   | 4:51 |
| 2.                 | 「朝焼け」(Asayake)                               |       | 野呂一生   | 4:58 |
| 3.                 | 「ミッドナイト・ランデブー」(Midnight Rendezvous) |       | 野呂一生   | 4:57 |
| 4.                 | 「タイム・リミット」(Time Limit)                  |       | 野呂一生   | 2:38 |
| 合計時間:          | 合計時間:                                         | 17:24 |            |      |

| #         | タイトル                                            | 作詞  | 作曲・編曲 | 時間 |
| --------- | --------------------------------------------------- | ----- | ---------- | ---- |
| 1.        | 「ドミノ・ライン」(Domino Line)                     |       | 野呂一生   | 7:22 |
| 2.        | 「ティアーズ・オブ・ザ・スター」(Tears of the Star) |       | 野呂一生   | 4:29 |
| 3.        | 「スウェアー」(Swear)                               |       | 野呂一生   | 6:48 |
| 合計時間: | 合計時間:                                           | 18:39 |            |      |

## スタッフ・クレジット

### 参加ミュージシャン
CASIOPEA
野呂一生 - エレクトリックギター (YAMAHA SG-2000)、編曲
向谷実 - キーボード (YAMAHA GS-1, CS-70M, CP-35, Moog Source, ROLAND Vocoder Plus)
櫻井哲夫 - ベース (YAMAHA BB-2000)
神保彰 - ドラム (YAMAHA YD-9000R)、パーカッション

### 制作クレジット
- プロデューサー - 宮住俊介
- アソシエート・プロデューサー - Satoshi Nakao
- エンジニア - 吉沢典夫
- アシスタント・エンジニア - 齊藤篤

- アートディレクション - ツクイトシナオ
- イラストレーション、デザイン - 比留間雅夫 (Masao Hiruma)
- ライナー・ノート - 宮住俊介、野呂一生

- リマスタリング - 鈴木浩二 (2016/7/27 ハイレゾ版)

## 受賞履歴
- 1982年アドリブ誌選出フュージョンベストレコード
- 1982年ジャズライフ誌 ベストレコード
- ハイレゾ音源大賞 HD-Music 2016年7月度推薦作品[4]

## リリース日一覧
| 地域         | リリース日     | レーベル                       | 規格                      | カタログ番号                | 備考                                       |
| ------------ | -------------- | ------------------------------ | ------------------------- | --------------------------- | ------------------------------------------ |
| 日本         | 1982年5月21日  | アルファレコード               | 30cmLP                    | ALR-20002                   |                                            |
| イギリス     | 1982年         | アルファレコード               | 30cmLP                    | ALF-85869                   |                                            |
| オランダ     | 1982年         | アルファレコード               | 30cmLP                    | ALF-85869                   |                                            |
| スウェーデン | 1982年         | Sonet                          | 30cmLP                    | SNTF-924                    |                                            |
| 日本         | 1983年12月21日 | アルファレコード               | 12cmCD                    | 38XA-5                      |                                            |
| スウェーデン | 1984年         | Sonet                          | 12cmCD                    | SNCD 924                    |                                            |
| 日本         | 1987年1月25日  | アルファレコード               | 12cmCD                    | 32XA-112                    |                                            |
| 日本         | 1992年3月21日  | アルファレコード               | 12cmCD                    | ALCA-277                    |                                            |
| 日本         | 1994年7月27日  | アルファレコード               | 12cmCD                    | ALCA-9007                   |                                            |
| 日本         | 1998年7月23日  | アルファレコード               | 12cmCD                    | ALCA-9202                   |                                            |
| 日本         | 2000年5月31日  | 東芝EMI                        | デジタルリマスター 12cmCD | TOCT24366                   | 紙ジャケ                                   |
| 日本         | 2002年1月23日  | ヴィレッジ・レコード           | デジタルリマスター 12cmCD | VRCL-2207                   | DSD, 紙ジャケット                          |
| 日本         | 2002年2月14日  | ヴィレッジ・レコード           | デジタルリマスター 12cmCD | VRCL-2227                   | DSD                                        |
| 日本         | 2009年5月27日  | ソニー・ミュージックダイレクト | デジタルリマスター 12cmCD | MHCL-20009                  | DSD, ブルースペックCD, 紙ジャケット        |
| 日本         | 2014年12月22日 | ソニー・ミュージックダイレクト | HYBRID SA-CD              | DYCL-446                    | DSD, オーダーメイドファクトリー            |
| 日本         | 2016年2月3日   | ソニー・ミュージックダイレクト | デジタル・ダウンロード    | 1076210122                  | iTunes Store                               |
| 日本         | 2016年2月3日   | ソニー・ミュージックダイレクト | デジタル・ダウンロード    | 4582290414003               | mora AAC-LC 320kbps                        |
| 日本         | 2016年2月3日   | ソニー・ミュージックダイレクト | デジタル・ダウンロード    | A1003862351                 | レコチョク AAC 128/320kbps                 |
| 日本         | 2016年2月3日   | ソニー・ミュージックダイレクト | デジタル・ダウンロード    | B01B5ATMFW                  | Amazon.co.p                                |
| 日本         | 2016年2月3日   | ソニー・ミュージックダイレクト | デジタル・ダウンロード    | Btqo2vsuzhatovitlmjn42qysey | Google Play Music                          |
| 日本         | 2016年7月27日  | ソニー・ミュージックダイレクト | デジタル・ダウンロード    | 4582290419152               | mora DSD 2.8MHz/1bit                       |
| 日本         | 2016年7月27日  | ソニー・ミュージックダイレクト | デジタル・ダウンロード    | A1004668159                 | レコチョク FLAC 96kHz 24bit                |
| 日本         | 2016年7月27日  | ソニー・ミュージックダイレクト | デジタル・ダウンロード    | smj4582290419152            | e-onkyo DSD 2.8MHz/1bit                    |
| 日本         | 2016年7月27日  | ソニー・ミュージックダイレクト | デジタル・ダウンロード    | 11188                       | HD-music DSD 2.8MHz/1bit                   |
| 日本         | 2016年7月27日  | ソニー・ミュージックダイレクト | デジタル・ダウンロード    | 4582290419145               | mora FLAC 96.0kHz/24bit                    |
| 日本         | 2016年7月27日  | ソニー・ミュージックダイレクト | デジタル・ダウンロード    | smj4582290419145            | e-onkyo FLAC 96kHz 24bit                   |
| 日本         | 2016年7月27日  | ソニー・ミュージックダイレクト | デジタル・ダウンロード    | 11178                       | HD-music FLAC 96kHz/24bit                  |
| 日本         | 2016年7月27日  | ソニー・ミュージックダイレクト | デジタル・ダウンロード    | 9b1bb9ff260e89188f84        | AWA 320kbps                                |
| 日本         | 2016年11月10日 | ソニー・ミュージックダイレクト | デジタル・ダウンロード    | 23fddOrAvvFX0iJQL5vvZ4      | Spotify                                    |
| 日本         | 2021年7月21日  | ソニー・ミュージックダイレクト | 30cmLP                    | MHJL-185                    | バーニー・グランドマンの最新リマスタリング |
| 日本         | 2022年8月6日   | ソニー・ミュージックダイレクト | 30cmLP                    | MHJL-185                    | クリア・グリーン盤で再プレス               |